# Enlil-nasir I
Enlil-nasir I (Enlil-nāṣir I) geschreven als dBE.PAPir was 1479-1466 v.Chr koning van Assyrië.
Hij is de 62e koning op de Assyrische koningslijst en de zoon van zijn voorganger Puzur-assur III. Zijn naam komt ook voor op de Synchronistische Kroniek, maar de naam van zijn Babylonische tijdgenoot is onleesbaar.
Assyrië was in zijn tijd waarschijnlijk een vazal van Mitanni en er is weinig over hem bekend. Hij heeft een tweetal bouwinscripties nagelaten. Een daarvan zegt:

Enli[l-nasir, onder-]regent van de god [Assur, zoon van P]uzur-a[ssur] (III), [die] ook [onder-]regent van de god Ass[ur was]:
Voor het leven en het [welzijn] van zijn [stad], de stadpoorten [van .... die I]shme-dagan (II), onder-regent van de god Assur [zoon van Shamshi]-adad (II), ook [onder-]regent van de god Assur, eerder gebouwd had - [zij waren vervallen - ik heb ze van top] tot [teen herbouwd] en er mijn kleikegel geplaatst.
De goden [Assur en] Adad zullen de gebeden verhoren van [een later vorst] wanneer de stadspoorten [weer vervallen] en hij hen opnieuw opbouwt. [Moge deze vorst mijn kleikegel] er opnieuw plaatsen.